# Lompret (Belgique)
Pour les articles homonymes, voir Lompret.
Lompret (en wallon Lompré-el-Fagne, prononcé Lomprè) est une section de la ville belge de Chimay, située en Wallonie dans la province de Hainaut; elle est bornée au nord par Froidchapelle, à l’est par Aublain, au sud par Baileux et à l’ouest, par Vaulx.
C'était une commune à part entière avant la fusion des communes de 1977.
Le village est situé dans une belle vallée au bord de l’Eau Blanche. Il est inscrit depuis 1997 sur la liste des plus beaux villages de Wallonie. Lompret se trouve sur le territoire du Parc national de l'Entre-Sambre-et-Meuse (ESEM).
Le noyau central du village fut classé en 1983 comme patrimoine culturel immobilier.

## Étymologie
Dès 1182, le village est mentionné dans un texte sous la dénomination Longo Prato signifiant le long pré.

## Évolution démographique
- Sources : INS, Rem. : 1831 jusqu'en 1970 = recensements, 1976 = nombre d'habitants au 31 décembre.

## Histoire
Les flèches en silex ainsi que les outils néolithique et mésolithiques (grattoirs, burins et perçoirs) retrouvés à Lompret témoignent de l’occupation fort ancienne du site. Cette occupation s’est poursuivie sous la période gauloise. On a, d’ailleurs, retrouvé des traces d’un oppidum celte retranché sur un éperon rocheux dominant le village. Une légende prétendrait même que ce sont des soldats romains qui auraient planté les nombreux ifs (l’arbre des morts suivant une vieille croyance romaine) que l’on trouve dans la région en peuplement spontané.
Ce qui est avéré, en revanche, c’est que la présence de l’homme s’y perpétue au IIIe siècle. En effet, cela a été attesté par la découverte d’un trésor de 600 pièces romaines d’argent enfouies dans le sol.
Au Moyen Age, Lompret fit partie  avec Aublain de l'abbaye de Lobbes. Par la suite, il sera  intégré   à la cour féodale de Chimay et le comté de Hainaut ; les premiers seigneurs sont de la famille de Salles. 
Au temps moderne, la seigneurie de Lompret relevait toujours de la Cour féodale de Chimay et fit partie des possessions successives des familles de Bouzanton et de Landas.
Durant cette période, un château y fut même construit. Malheureusement celui-ci fut détruit en 1640.
En 1655, la seigneurie de Lompret est vendue à Pierre Jacquier, prévôt de Chimay, seigneur de Virelles et maître de forges à Rance. 

### Quelques notes[4]
Les informations d'Eugène de Seyn sont à relativiser.
Ce village est cité pour la première fois en 1186. Lompret fut brûlé par les Français en 1340. La charte locale a été renouvelée le 31 mars 1514. On y a découvert en 1890 des grottes superbes.
Dans le camp romain, des pointes de flèche, en silex, et 600 médailles romaines en argent, de Gordien à Philippe père, ont été recueillies.
La seigneurie de Lompret se composait de bois et terres. Avant 1434, l’histoire ne fait pas mention des seigneurs de Lompret. Il est probable qu’antérieurement à cette époque, la seigneurie était régie par la prévôté de Chimay. Le premier seigneur connu est Jean de Bouzanton, qui possédait la seigneurie d’Imbrechies; il portait le titre de grand bailli des bois de Chimay et fut prévôt de cette ville de 1434 à 1445.
Le dernier seigneur de Lompret fut le baron de Maelcamps, qui épousa une des filles de Jacques Jacquier, héritière de la seigneurie de Lompret et qui, en 1814, alla s’établir à Horrues.
Le château-fort était autrefois entouré d‘eau. On remarque encore certaines parties des anciennes constructions, notamment une tourelle avec créneaux, qui remonte au moins au XVe siècle. Les principaux bâtiments existant actuellement datent de 1758.

L’histoire fait mention de la destruction du château de Lompret par Antoine de Croÿ en 1440.

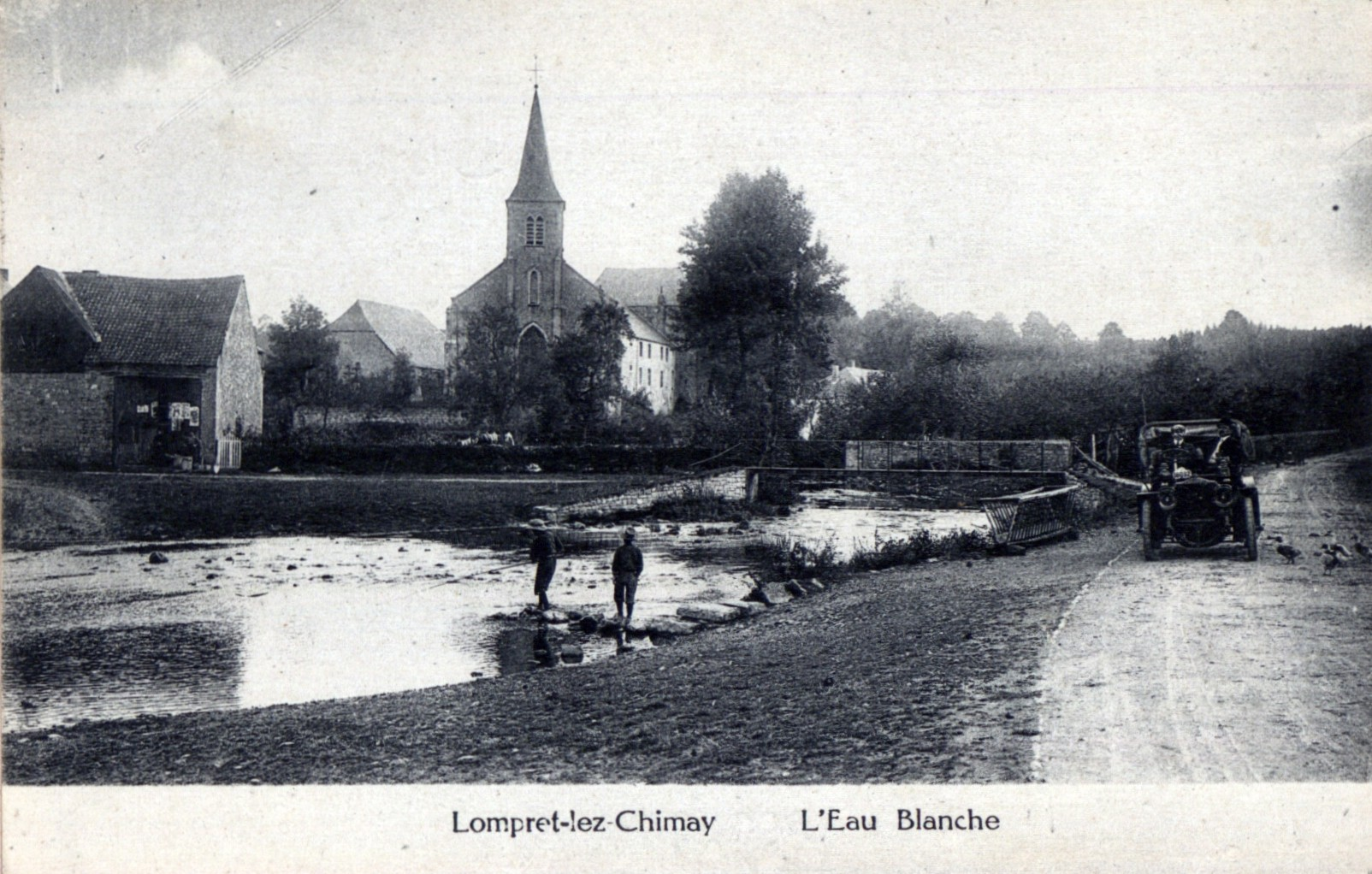
Lompret à la fin du XIXe/début du XXe siècle

### Anecdotes
Le trésor de Lompret
Vers 1872, on a découvert un trésor monétaire, au lieudit camp romain qui était un oppidum ou camp fortifié, qui domine le village. Ce site, qui avait déjà servi de refuge, ou d’habitat, à une population assez nombreuse durant l’époque néolithique, fut réoccupé au IIIe siècle de notre ère, époque assombrie par les invasions de plus en plus fréquentes de bandes de Germains qui traversaient le Rhin et se dispersaient dans nos régions en se cachant le jour et en progressant la nuit, non sans incendier les villas après en avoir tué les occupants.
Évacuation du village en 1940
Hitler a dirigé la campagne de France depuis le village de Brûly-de-Pesche dans lequel l’organisation Todt avait aménagé un bunker et les installations nécessaires à un état-major. Aussi du 28 mai au 29 juin 1940, la région a-t-elle été vidée de ses habitants, soit au total 28 communes dont Couvin et Chimay. La limite nord de la zone à évacuer était la ligne de chemin de fer n° 156 Chimay-Hastière. La toute grande majorité des habitants de Lompret a donc dû abandonner de force ses habitations et partir dans la région de Beaumont.
Un avion allemand s’écrase aux confins du village
Le 20 octobre 1943, les alliés organisent une fois de plus un raid aérien important sur l’Allemagne, en fait sur Düren : 282 forteresses volantes américaines de la 8e force aérienne y prennent part, escortées d’abord par des Spitfires de la RAF puis des P-47 Thunderbolt, du 56e groupe de combat (Fighter Group).
La région de Chimay devient vers 14 h le théâtre aérien d’un engagement assez violent entre des P-47 et des chasseurs allemands. L’un d’eux, un chasseur Messerschmitt Bf 109, piloté par Alex Meyer, tombe à la limite de Baileux... Un autre chasseur allemand tombe non loin de là à Vaulx. d'après Jean-Louis Roba) .
Enfants en nourrice
De 1783 à 1794, on compte dans la commune 35 décès d’enfants confiés à des habitants par l’Hôtel-Dieu de Paris (à 300 km …). A l’époque révolutionnaire, ils ne sont plus que quelques-uns, appelés « enfants de la Patrie » mais leur sort est toujours aussi précaire car il semble qu’on s’en occupait très peu. Il s‘agissait de pauvres enfants abandonnés ou d’enfants naturels enlevés à leur mère … 

## Patrimoine et culture

### Patrimoine architectural et naturel
Le Franc Bois, situé à proximité du village, est repris sur la liste du patrimoine exceptionnel de la Wallonie.
L'ensemble du village fait partie du patrimoine classé de la Région wallonne.
Parmi les bâtiments les plus remarquables du village, on peut citer :
- l'église Saint-Nicolas, de style néo-gothique, construite en pierre calcaire en 1879 sous une toiture d'ardoises[11],
- l'ancien château féodal de Lompret restauré et transformé en hôtel du côté gauche de la voie menant à l'église et en ruines (ancienne grange et base de tourelle ronde) de l'autre côté de la rue[12],
- la chapelle Notre-Dame du Perpétuel Secours. un petit sanctuaire du milieu du XIXe siècle avec pierres de taille[13] placé à un carrefour de la rue Gustave Joaris et d'un chemin franchissant la rivière,
- au bord de la rue Fernand Tilquin, un peu en retrait dans le bois, se trouve une potale sculptée du XIXe siècle[13].

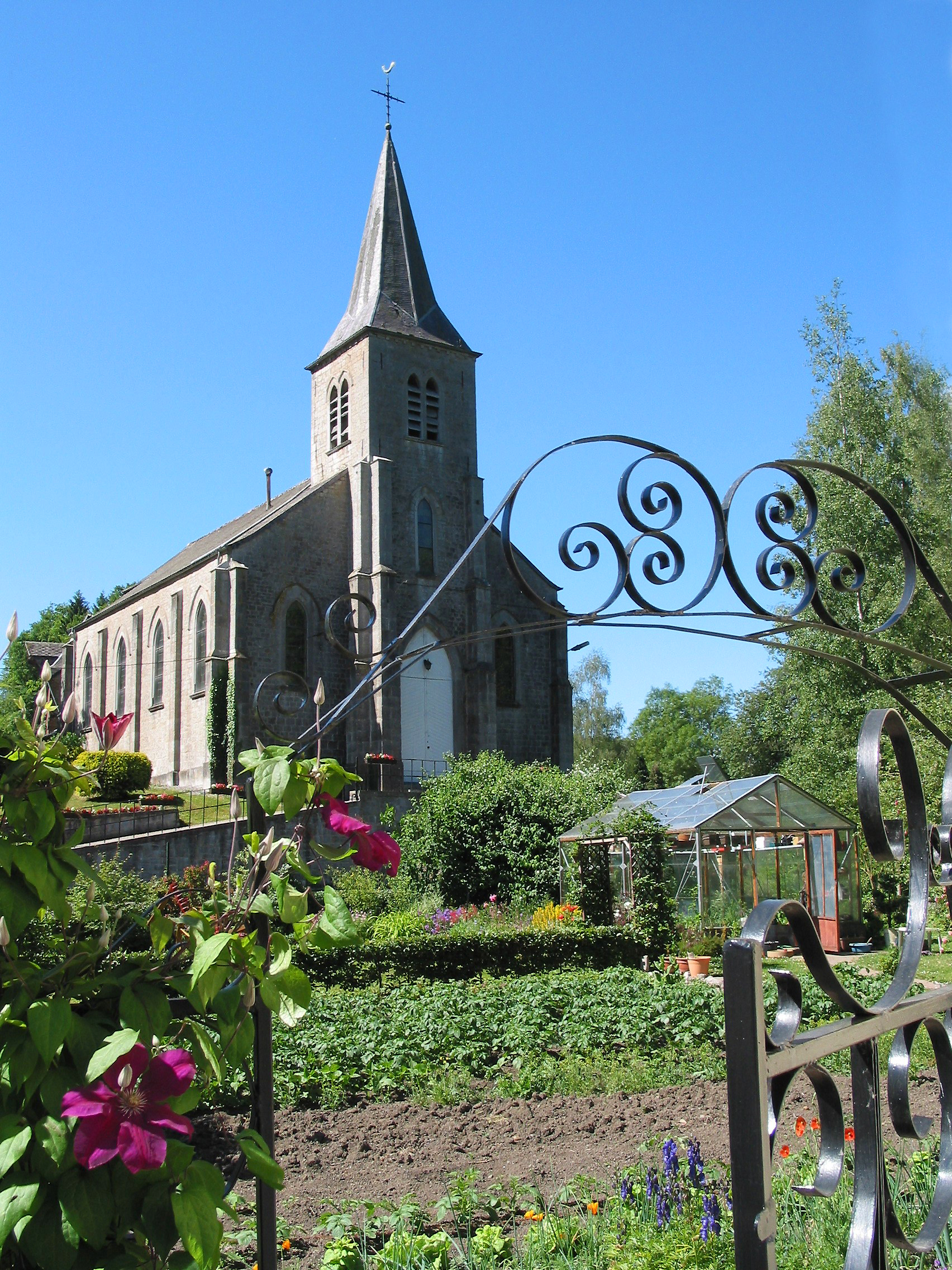
L'église Saint-Nicolas (1879).
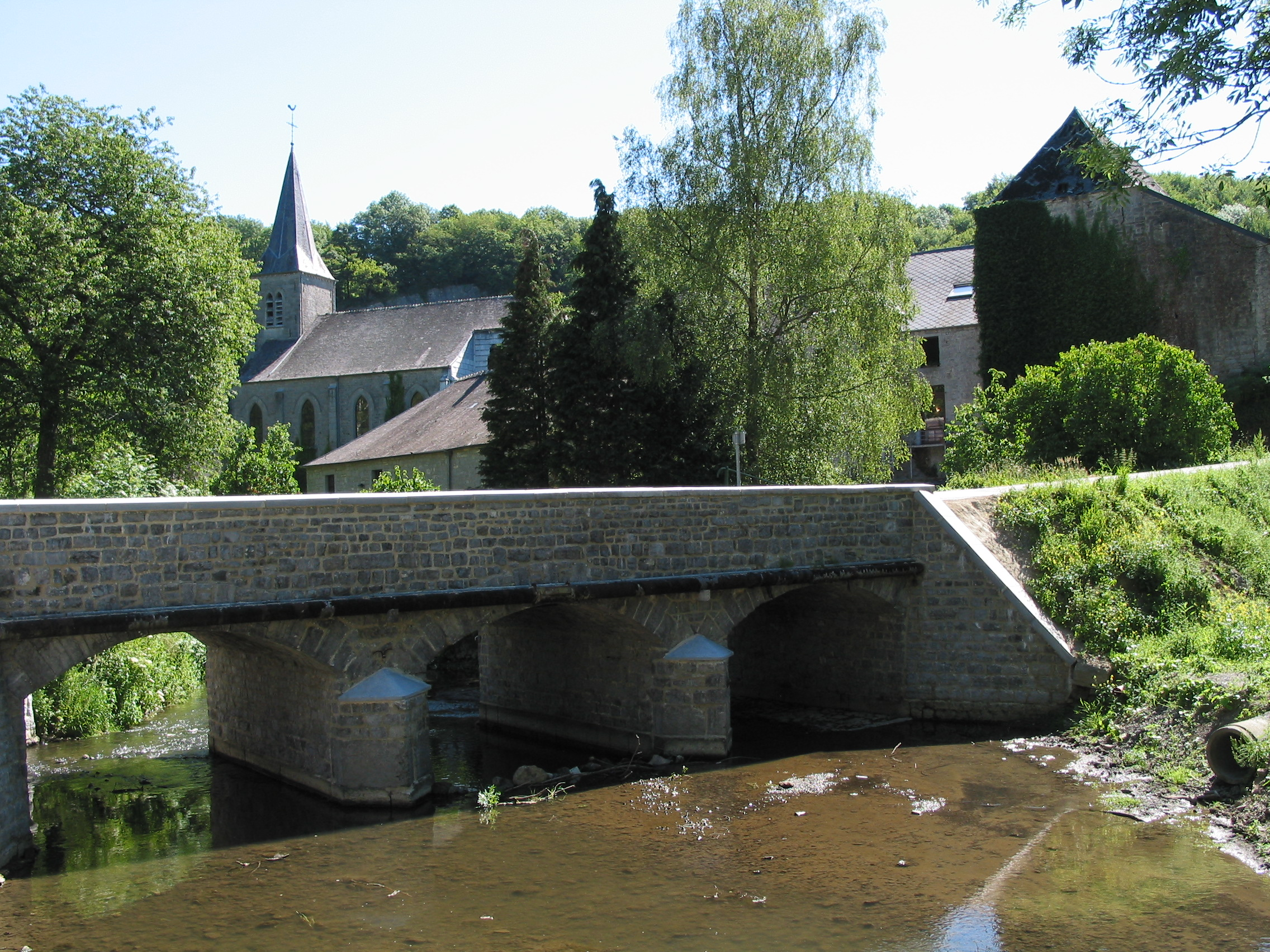
Le village et le pont sur l'Eau Blanche.
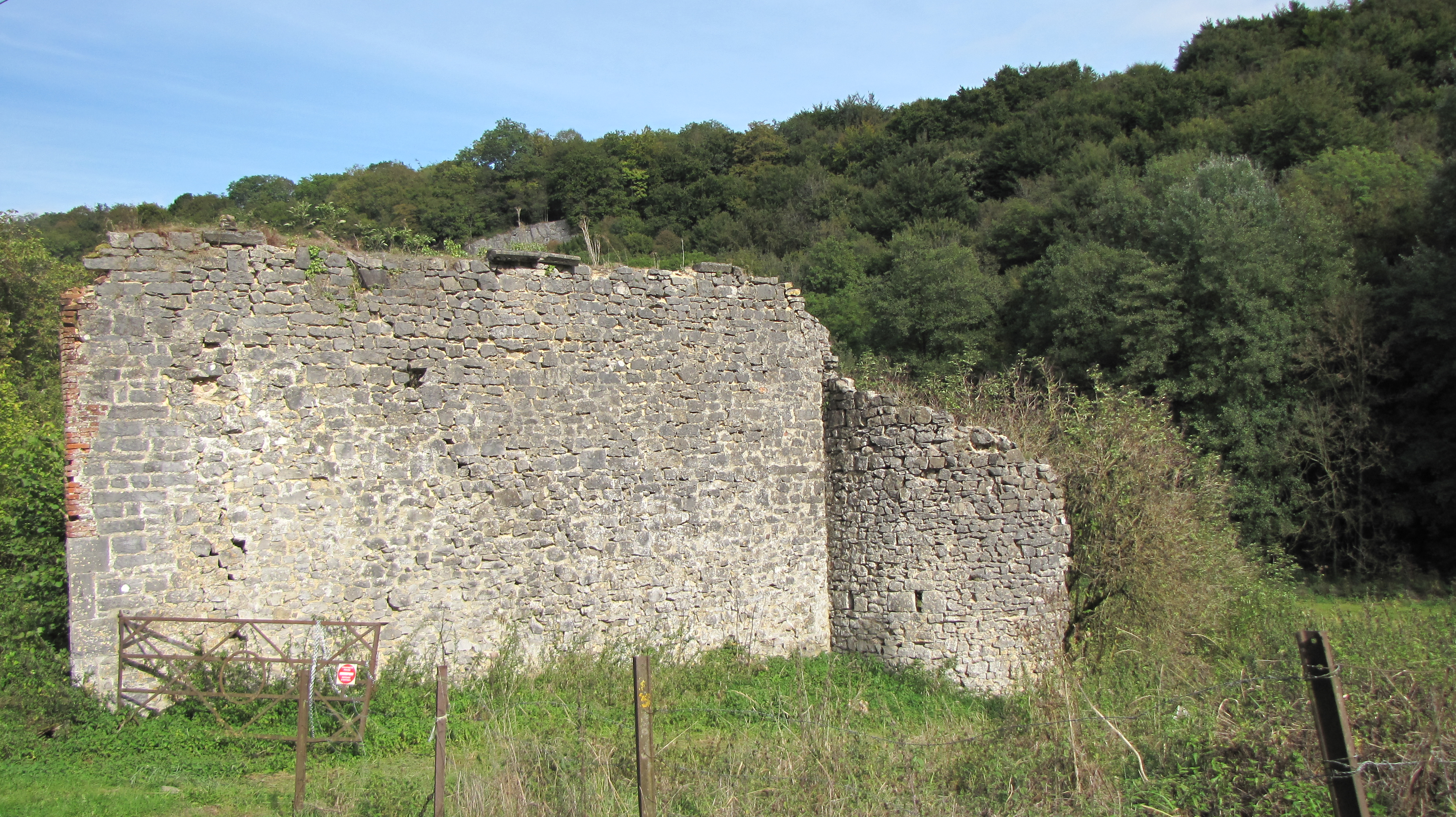
Ruines de l'ancien château féodal.

## Économie
En 1830, Lompret comptait 158 habitants et 30 maisons ainsi que 13 chevaux, 3 poulains, 42 bêtes à cornes, 13 veaux et 10 porcs. Les agriculteurs se servaient de bœufs pour leurs travaux agricoles. (Vander Maelen)
Très tôt, le minerai de fer fut exploité à Lompret et plusieurs forges y ont fonctionné jusqu’en 1831. La dernière de celles-ci continua même ses activités jusqu’en 1865.
C'est à cette époque que la plupart des habitants du village se sont tournés vers l’exploitation des forêts ou des emplois situés dans les centres urbains environnants alors que très peu d’autres se sont consacrés à l’agriculture. En effet, les terrains y sont souvent accidentés ou marécageux.
Le bilan démographique n’est pas important mais il reste stable grâce à l’attrait exercé par la réelle qualité de vie du village.